# Liquidatiewaarde
Onder de liquidatiewaarde van een onderneming of goed verstaat men de geschatte hoeveelheid geld waarvoor het snel kan worden verkocht, zoals in het geval van een failliet. Het is bij aandelen van een onderneming zo, dat een onderneming failliet kan gaan, wanneer de liquidatiewaarde per aandeel minder is dan de huidige aandeelprijs. Men onderscheidt afhankelijk van de periode die ter beschikking staat bij een finaciële liquidatie twee soorten liquidatiewaarden:
- ordelijke liquidatiewaarde – De verkoper van de onderneming beschikt hierbij over een aanzienlijke tijdsperiode waardoor hij zijn goederen kan verkopen aan de hoogste bieder. Er is sprake van een ordelijk verkoopsproces.
- nood liquidatiewaarde – De verkoper wordt als het ware verplicht om in een korte tijdsperiode al zijn goederen aan een of meer kopers te verkopen. De kopers zijn meestal handelaars die zich in typische goederen van een liquidatie van een onderneming hebben gespecialiseerd. De waarde van de noodliquidatie ligt meestal lager dan de waarde van de ordelijke liquidatiewaarde.